# Erhard Fischer (Architekt)
Erhard Fischer (* 31. August 1930 in Weseritz; † 7. Februar 2016 in München) war ein deutscher Architekt.

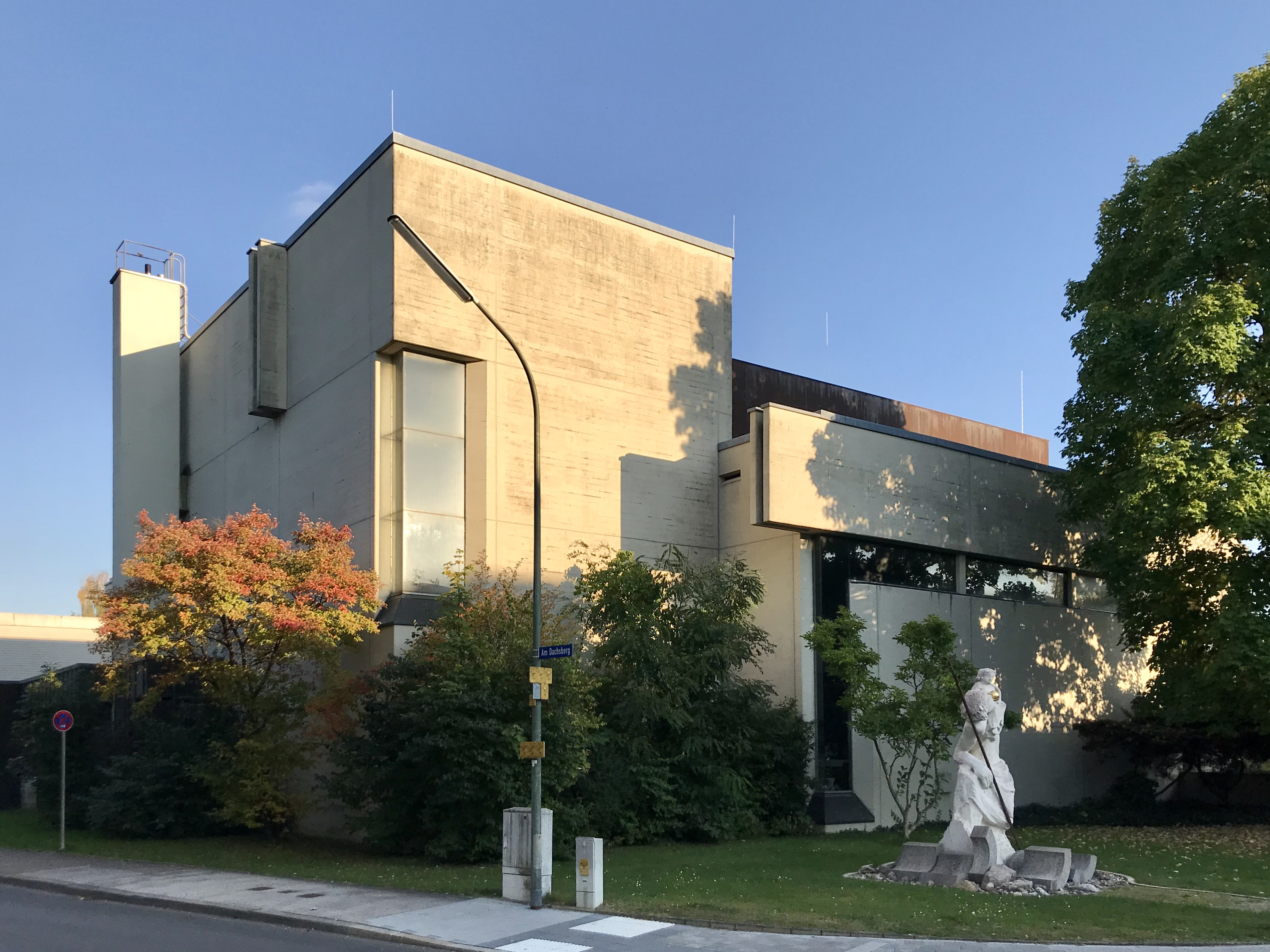
St. Christophorus, Friedrichshofen

## Werdegang
Erhard Fischer studierte Architektur am Oskar-von-Miller-Polytechnikum München. Im Anschluss praktizierte er bei Josef Elfinger und arbeitete bei Alexander Freiherr von Branca. Fischer war mit dem Bildhauer Alf Lechner befreundet. 
Sein Sohn Florian Fischer ist ebenfalls als Architekt tätig.
Lehrtätigkeit
Erhard Fischer hatte zeitweilig einen Lehrauftrag für Baukonstruktion an der Bauleitschule München.
Mitgliedschaften
Fischer war Mitglied im Bund Deutscher Architekten.

## Bauten

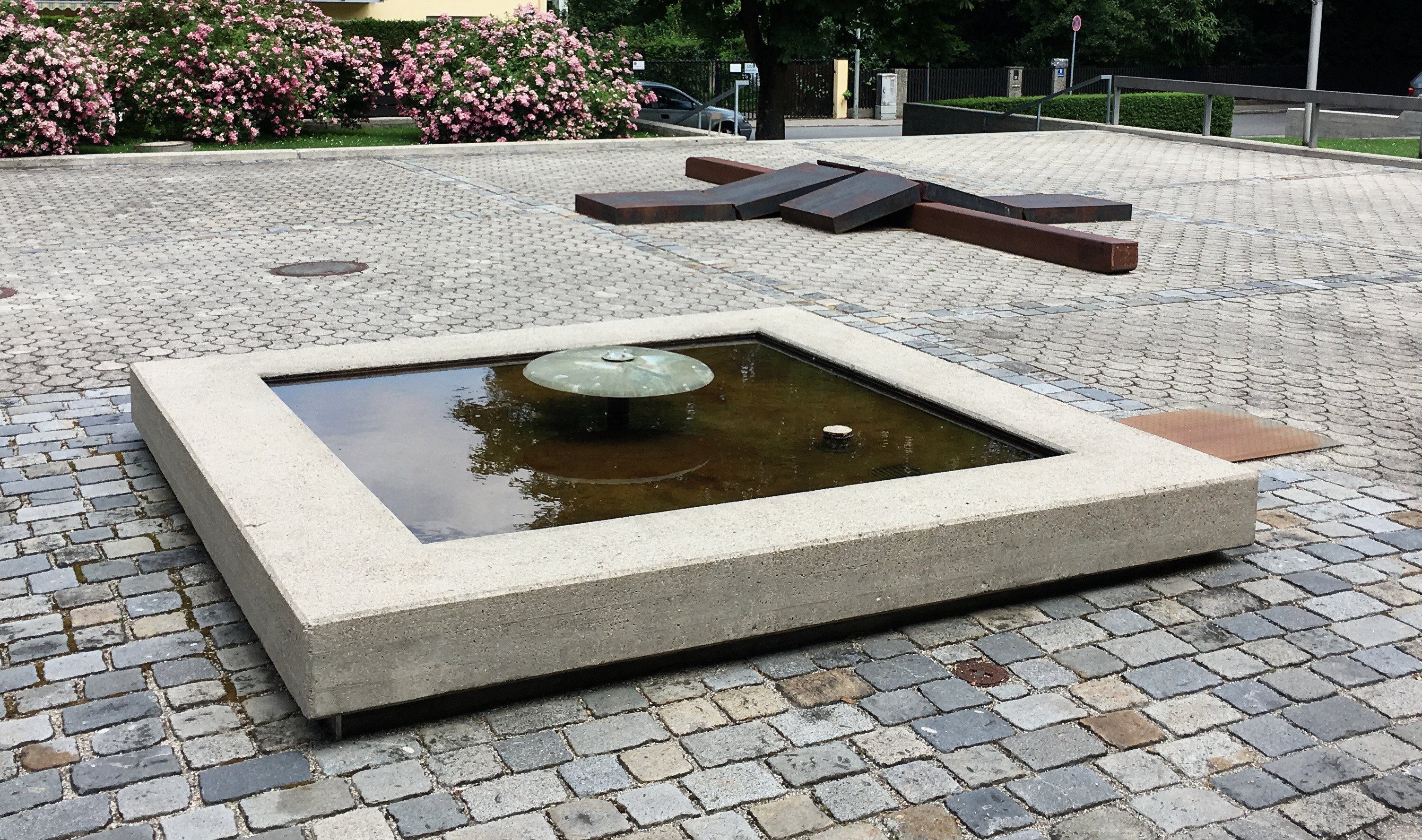
Brunnen St. Christoph, München

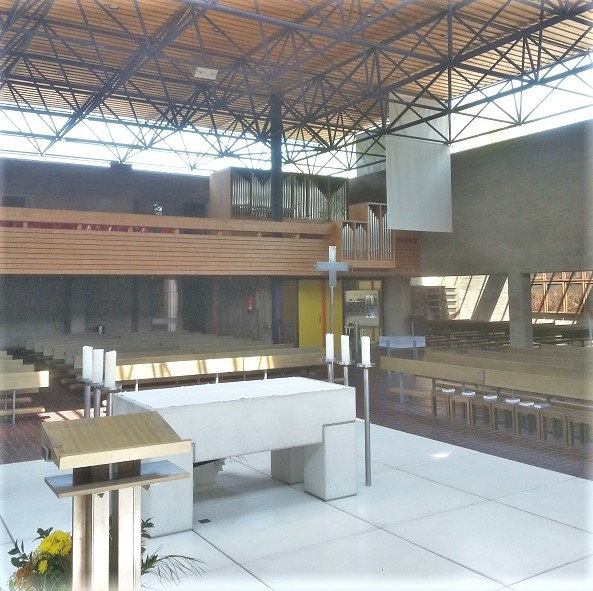
Katholisches Gemeindezentrum St. Christoph, Fasanerie

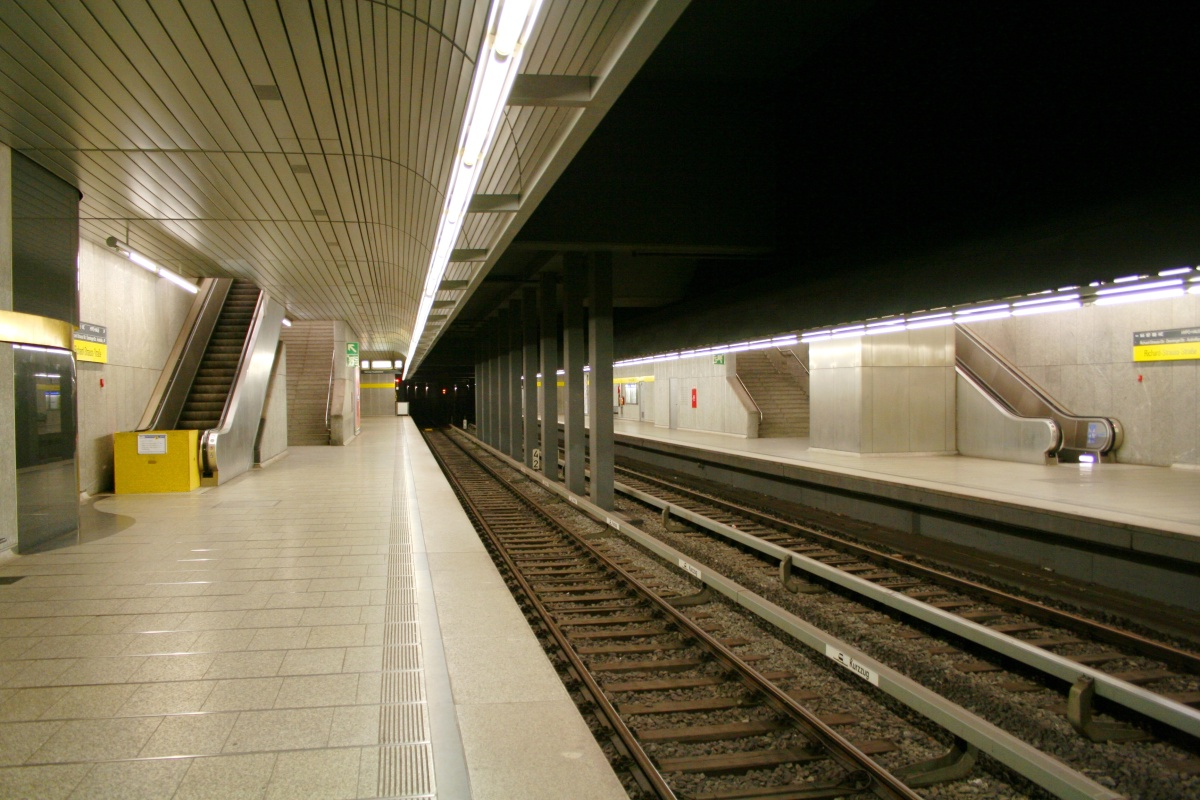
U-Bahnhof Richard-Strauss-Straße, München

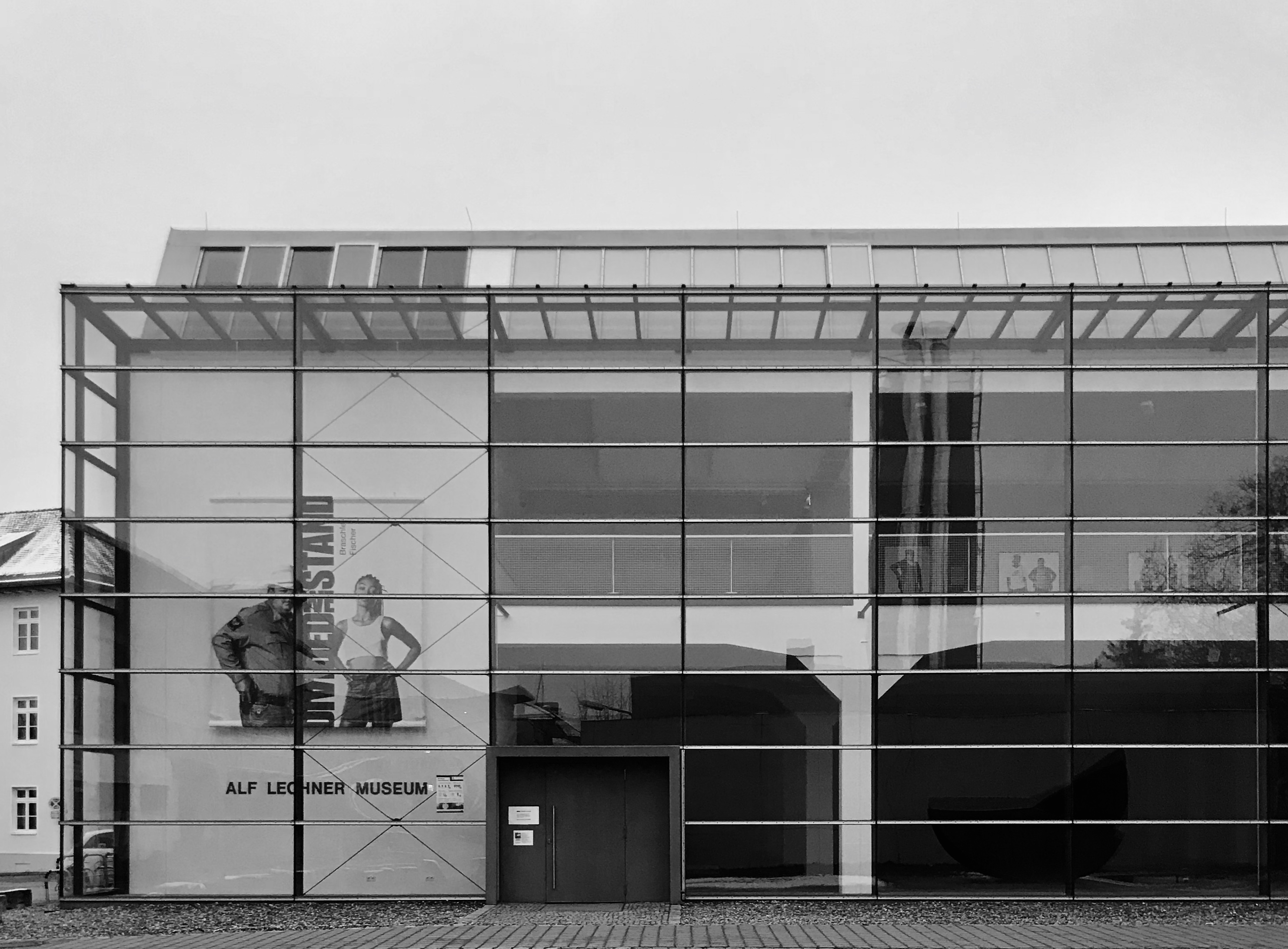
Lechner Museum, Ingolstadt

Eine Auswahl von Fischers Bauten wurde von der international tätigen Architekturfotografin Sigrid Neubert fotografisch dokumentiert.
als Mitarbeiter bei Alexander Freiherr von Branca:
- 1961–1964: Heilig-Kreuz-Kirche, Weißenburg
- 1961–1964: Kirche zur Heiligsten Dreifaltigkeit, Nürnberg
- 1964–1965: Aussegnungshalle Gauting

eigene Bauten:
- vor 1968: Instituts Baugruppe, Weihenstephan[3][4]
- 1966–1970: St. Christophorus mit Pfarrhaus Kindergarten und Seniorenwohnanlage, Friedrichshofen[5][6]
- 1971: Brunnen Kirche St. Christoph
- 1970–1971: Katholisches Gemeindezentrum St. Christoph, Fasanerie[7]
- 1973–1974: Verklärung Christi, Oy-Mittelberg/Wertach[8][9]
- 1973–1978: Apian-Gymnasium – Ochsenschlacht, Haunwöhr mit Künstler Knut Schnurer
- 1978–1980: Katholisches Gemeindezentrum St. Michael, Aichach
- 1978–1982: Berufsbildungszentrum für Augenoptik, München mit Klaus Weißenfeldt
- 1981–1984: Bayerisches Staatsministerium für Arbeit und Sozialordnung, Schwabing
- 1984–1986: St. Monika, Ingolstadt mit Ingenieur Sailer und Stepan und Künstler Blasius Gerg und Wilhelm Reissmüller[10]
- 1983–1988: Umbau der Flandernkaserne in Fachoberschule, Ingolstadt mit Elfinger, Zahn + Partner
- 1988: U-Bahnhof Richard-Strauss-Straße, München[11]
- 1987–1989: Straßenverkehrsamt, Ingolstadt
- 1987–1990: Erweiterung Kinderzentrum St. Vinzenz, Ingolstadt (von Florian Brand und Fleck-Rausch)
- vor 1990: Berufsschulzentrum, Ingolstadt mit Adamczyk[12][13][14][15]
- 1991–1993: Erweiterung des Kindergartens St. Monika, Ingolstadt
- 1992–1994: Heilpädagogische Tagesstätte des Kinderzentrums St. Vinzenz, Ingolstadt
- 1999–2000: Lechner Museum, Ingolstadt mit Florian Fischer
- 2010–2011: Mobile Überdachung der Felsenreitschule, Salzburg

## Ehrungen und Preise
als Mitarbeiter bei Alexander Freiherr von Branca:
Folgende Bauwerke sind Baudenkmäler und sind im Bayerischen Landesamt für Denkmalpflege eingetragen:
- Aussegnungshalle Gauting ist Baudenkmal von Gauting[16]
- Heilig-Kreuz-Kirche ist Baudenkmal von Weißenburg[17]
- Kirche zur Heiligsten Dreifaltigkeit ist Baudenkmal von Nürnberg-Langwasser[18]

eigene Preise:
- 2001: Deutscher Fassadenpreis für vorgehängte hinterlüftete Fassaden für das Lechner Museum, Ingolstadt
- 2003: Anerkennung – Deutscher Architekturpreis für das Lechner Museum, Ingolstadt

## Bücher
- Klaus Kinold (Hrsg.): 15 Jahre KS Neues. Neues Bauen in Kalksandstein. Atelier Kinold, München 1984
- Oswald Federer (Hrsg.): Bauten und Plätze in München. Ein Architekturführer. Callwey Verlag, München 1985
- Bund Deutscher Architekten (Hrsg.): Architekturführer Bayern. Süddeutscher Verlag, München 1985
- Klaus Goebl (Hrsg.): Neue Architektur in Ingolstadt. Dokumentation einer Ausstellung. Creative Verlag, Ingolstadt 1995
- Monika Römisch (Hrsg.): Kath. Pfarrzentrum St. Christoph, München/Fasanerie Nord. Kunstverlag Josef Fink, Lindenberg 1999. ISBN 978-3-933784-02-5.
- Bayerische Architektenkammer (Hrsg.): Architektur Jahrbuch Bayern 2001. Callwey Verlag, München 2001
- Bayerische Architektenkammer (Hrsg.): Architekturpolitik in Bayern. München 2002
- Oliver Herwig (Hrsg.): Sechs neue Museen in Bayern. Wasmuth, Tübingen / Berlin 2002
- Nicolette Baumeister (Hrsg.): Architektur neues Bayern. Verlagshaus Braun, Salenstein 2005
- Nicolette Baumeister (Hrsg.): Baukulturführer 16. Alf Lechner Museum. Büro Wilhelm. Verlag, Amberg 2005
- Ludger Derenthal (Hrsg.): Sigrid Neubert. Architekturfotografie der Nachkriegsmoderne. Hirmer Verlag, München 2018